# Famiglia Lupertazzi
Nella serie televisiva, I Soprano, trasmessa dall'emittente statunitense HBO, la Famiglia Lupertazzi è una delle cosiddette "Cinque Famiglie" di New York, una delle maggiori organizzazioni criminali di stampo mafioso operanti negli USA. I Lupertazzi devono la loro fama alle relazioni che intrattengono con la Famiglia DiMeo del boss Tony Soprano, protagonista della serie televisiva: rispetto ai DiMeo, i Lupertazzi hanno un'organizzazione superiore sia in uomini che in contatti, oltre a un maggior raggio d'azione criminale. Viene citata come una delle maggiori famiglie della Nazione, probabilmente ispirata alla famiglia Gambino, sia per le sue dimensioni che per la sua particolare influenza in Brooklyn, ed alla famiglia Lucchese per la somiglianza con il nome Lupertazzi e per la sua influenza nel New Jersey.
Le "Famiglie" cui si accenna spesso ne I Soprano sono organizzazioni con nomi inventati; tuttavia si ispirano, nel nome collettivo, nei personaggi e nei contenuti generali, alle vere Cinque famiglie newyorchesi. Spesso addirittura vengono citate reali figure mafiose quali John Gotti, Sammy Gravano, Joseph Massino e Paul Castellano.
Ne I Soprano, oltre ai Lupertazzi, si conoscono altre tre famiglie su quattro di New York: i Teresi, i Mangano e i Paglieri. L'unico personaggio di queste rimanenti famiglie che compare sullo schermo è George Paglieri, vecchio boss che organizza, nell'86° ed ultimo episodio della serie, l'incontro chiarificatore tra i DiMeo.

## Storia e struttura
La famiglia Lupertazzi controlla da decenni i quartieri di Brooklyn, Queens e Long Island, oltre ad avere una banda che opera a Miami, ed è conosciuta per i suoi stretti rapporti con la Famiglia DiMeo, che controlla invece il North Jersey. La famiglia è guidata da Carmine Lupertazzi Sr. fino alla sua inaspettata morte nel 2004.

### Guerra Interna del 2004
Alla morte di Carmine Lupertazzi Sr. si scatena una lotta per il potere tra suo figlio, "Little" Carmine Lupertazzi, e Johnny Sack, il suo secondo in comando. Le bande della Famiglia si alleano con uno dei due contendenti: Phil Leotardo e Jimmy Petrille si schierano a fianco di Johnny Sack, mentre i capo mandamento Rusty Millio, Jerry Basile e il consigliere Angelo Garepe si schierano con "Little" Carmine. Tony Soprano tenta una mediazione, e propone a Johnny Sack una spartizione di potere, ponendo al vertice della famiglia un triumvirato composto da Little Carmine, Johnny stesso, e Angelo. Johnny però rifiuta la proposta, considerandola un insulto. Così le lotte interne proseguono e, dopo vari avvertimenti, Johnny Sack ordina l'assassinio della cugina di Little Carmine, Lorraine Calluzzo, che aveva giurato fedeltà a Carmine. Per tutta risposta, il vecchio Angelo Garepe assolda l'amico Tony Blundetto per assassinare Joey Peeps, un affiliato ai Lupertazzi, che, con Billy Leotardo, aveva ucciso Lorraine. Tony Blundetto, riluttante, accetta l'incarico e una sera, all'uscita di un bordello, uccide Peeps e la sua ragazza. Johnny per tutta risposta ordina proprio la morte di Angelo. I Fratelli Leotardo, infatti, seguono Angelo e, dopo averlo fatto accostare sotto un ponte, lo mettono nel bagagliaio e gli sparano diversi colpi. Tony Blundetto, venuto a conoscenza della morte di Angelo, che per lui era come un padre, va su tutte le furie e una sera all'uscita di un bar ammazza Billy Leotardo e ferisce il fratello Phil, costretto a guardare il fratello morire tra le sue braccia. Per sfuggire alla vendetta di Phil, Tony Blundetto decide di nascondersi. Alla fine Sack riesce a indurre Little Carmine, privo del sostegno di Angelo, a ritirarsi in Florida e a rinunciare a qualsiasi pretesa sul titolo di boss. Divenuto capo della famiglia, Sack si preoccupa di riallacciare i rapporti con Tony Soprano, diventati gelidi a causa del coinvolgimento di Tony Blundentto negli affari dei Lupertazzi. L'F.B.I., grazie alla decennale collaborazione di Jimmy Petrille, consigliere di Sack e amico già di suo padre, fa irruzione a casa del boss e lo assicura alla giustizia. Con Johnny Sack in prigione, Phil Leotardo diventa capo "de facto" della famiglia Lupertazzi e, dopo il brevissimo regno di "Doc" Santoro, ne diviene il capo riconosciuto.

### Regno Leotardo
Dopo che Johnny Sack viene arrestato grazie alla testimonianza di Jimmy Petrille, i Lupertazzi non sanno chi far salire al potere. Il vecchio Faustino "Doc" Santoro si fa avanti e Phil lo riconosce come boss durante una cena. Tuttavia durante questa cena Doc mangia direttamente dal suo piatto e Phil, offeso, ordina definitivamente la sua morte. Il vice di Phil, Butch De Concini, organizza la cosa e all'uscita di un salone di massaggi Faustino viene assassinato brutalmente dagli uomini di Phil. Quest'ultimo sale così al potere della Famiglia Lupertazzi e causa subito problemi a Tony, volendosi vendicare per non avergli consegnato Tony Blundetto. Nel frattempo si scopre che il capo mandamento degli Aprile e marito della cugina di Phil, Vito Spatafore, è gay. Phil adirato cerca vendetta dicendo di essere stato disonorato. Una sera Phil si reca al suo hotel con Fat Dom Gamiello e Gerry Torciano e picchia brutalmente Vito, uccidendolo. Tony, non avendo autorizzato la cosa, ordina di mettere una bomba all'appartamento dell'amante di Phil. Subito dopo Tony scopre che Silvio e Carlo hanno assassinato con un coltello Fat Dom Gamiello, venuto a sfottere l'omosessualità di Vito. Carlo fa a pezzi il suo corpo e lo fa sparire. Phil si insospettisce della scomparsa di Fat Dom, sapendo che era andato in New Jersey. Nel frattempo Phil fa capo mandamento della sua vecchia banda Gerry Torciano. Little Carmine venutolo a sapere approfitta di una cena a Newark con Silvio Dante e fa brutalmente assassinare Gerry. Phil, sapendo della presenza di Silvio, crede nel coinvolgimento dei Soprano.
Phil rifiuta un'offerta di Tony per accordarsi su un progetto di rimozione dell'amianto. Subito dopo Tony picchia violentemente un soldato di Phil, Coco, per aver pesantemente molestato la figlia Meadow, incontrata per caso in un ristorante in cui la ragazza era a cena col fidanzato. Phil arrabbiato dichiara guerra ai Soprano e pianifica con Butch De Concini e Albie Cianfalone gli omicidi di Tony, Bobby e Silvio.

### Guerra del 2007
Phil nel 2007 inizia la guerra coi Soprano e invia i suoi killer a uccidere i capi della famiglia. Tony venutolo a sapere ordina a tutti gli uomini di nascondersi nella sua casa segreta sulla Costa. Tuttavia non riescono a mettersi in contatto con Bobby, brutalmente assassinato in un negozio di giocattoli mentre è intento a comprare il "Blue Comet". Silvio e Patsy invece stanno abbandonando il Bada Bing quando sono raggiunti dai sicari; Silvio viene ferito gravemente, cadendo in coma, mentre Patsy fugge nei boschi salvandosi. Tony allora va con Paulie per incontrarsi con Butch De Concini e Albie Cianfalone, con Little Carmine e George Paglieri come mediatori. I due membri dei Lupertazzi decidono di tradire Phil e dare il via libera ai Soprano per ucciderlo, mentre loro prenderanno il suo posto. Trovato l'accordo Tony sguinzaglia i suoi killer alla ricerca di Phil. A Long Island Walden Belfiore trova Phil e a una stazione di servizio lo uccide con due colpi alla testa davanti alla moglie e ai nipotini, la sua faccia viene poi schiacciata dalla ruota dell'automobile di sua moglie che si stava muovendo, poiché ella, dallo shock per la morte improvvisa del marito, si era scordata di tirare il freno a mano.

### Regno De Concini
Il nuovo boss dei Lupertazzi diventa Butch De Concini e il suo consigliere diventa Albie Cianfalone. Tony vince la sua guerra con Phil Leotardo.E le due famiglie, Soprano e Lupertazzi trovano finalmente una tregua.

## Membri dell'organizzazione centrale

### Jerry Basile
- Interprete: Garry Pastore
- Appare nell'episodio 60

Jerry Basile è un vecchio capo mandamento dei Lupertazzi capo della Banda Basile con sede a Freeport e a New York. Durante la guerra interna del 2004, Little Carmine cerca di guadagnare la sua fedeltà inviandogli in regalo una lavatrice. Jerry tuttavia rimane con Johnny. Jerry è l'unico capo mandamento dei Lupertazzi a mantenere quel ruolo dopo la guerra del 2004, ed anche dopo quella del 2007 con i Soprano. Dopo la vittoria di questi ultimi e la morte di Phil, Jerry rimane come capo mandamento della Banda Basile sotto Butch De Concini e il suo vice Albie Cianfalone.

### Lorraine Calluzzo
- Interprete: Patti D'Arbanville
- Appare negli episodi 54, 55, 56

Lorraine Calluzzo è un'affiliata dei Lupertazzi. Nonostante sia cugina di Little Carmine Lupertazzi, i due hanno avuto una storia. Per questo dopo la morte di Carmine Lupertazzi entra nella fazione di Little Carmine, occupandosi della riscossione del pizzo assieme al suo giovane amante, Jason Evanina. Nonostante un primo avviso da parte di Johnny Sack tramite Phil Leotardo, Lorraine continua a estorcere il pizzo per Carmine. Per questo viene uccisa nella sua villa, assieme a Jason Evanina, da Billy Leotardo e Joe Peeps.

### Albert "Albie" Cianfalone
- Interprete: John "Cha Cha" Ciarcia
- Appare in 13 episodi[2] nell'ultima stagione, a partire dall'ep. 70 fino all'ultima puntata.

Soldato della famiglia e consigliere di Phil Leotardo, appartiene alla banda Leotardo fin dalla metà degli anni ottanta. Con l'arresto di Johnny Sack (ep. 65), Phil diviene il boss, Albie da semplice affiliato diviene consigliere. I suoi principali interventi sono di mediazione tra i Lupertazzi e i Soprano nell'affare della Barone Sanitation e soprattutto l'intervento, poi rivelatosi risolutivo, nell'incontro nel 2007, fra i capi superstiti delle bande, consegnando Phil ai Soprano in cambio della pace.

### Charles Cinelli
- Interprete: Michael DeNigris
- Appare negli episodi 69, 70

### Salvatore "Coco" Cogliano
- Interprete: Armen Garo
- Doppiatore: Pasquale Anselmo
- Appare negli episodi 78, 84

### Butch DeConcini
Butch è un capo della Famiglia Lupertazzi. Figura luciferina, lo si vede inizialmente al meeting con Little Carmine come intermediario per il conflitto in corso con i Soprano dopo che Tony, a seguito dell'omicidio di Vito, aveva fatto saltare in aria un negozio che apparteneva a Phil Leotardo (ep. 77).
Dopo l'incontro fallito, Butch si espone chiaramente a favore dell'eliminazione di Tony. In seguito, quando Phil rifiuta di uccidere il boss, è sempre Butch che suggerisce di colpire uno della sua banda: nel giro di poco tempo, diviene l'esecutore da parte di Phil, in particolare con l'omicidio di Doc Santoro (ep. 80) oltre che consigliere e uomo di maggior fiducia.
Butch è anche colui che organizza materialmente l'eliminazione dei vertici operativi dei Soprano, realizzando gli attentati a Bobby Baccalieri e Silvio Dante, che costano la vita al primo e mandano in coma il secondo.
Butch ha un ruolo chiave nell'ultima puntata della serie (ep. 86), quando assieme a Albie Cianflone decide l'interruzione della guerra di bande scatenata da Phil e, di fatto, proponendosi come nuovo boss, giurando di non commettere rappresaglie e non opponendosi all'eliminazione del suo capo.

### Raimondo "Ray-Ray" D'Abaldo
- Interprete: Ricky Aiello
- Appare negli episodi 85, 86

Lavora come sicario. Ray Ray è tra i sicari che attaccano Silvio Dante e Patsy Parisi all'uscita del Bada Bing.

### Jason Evanina
- Interprete: Frank Fortunato
- Appare negli episodi 54, 55, 56

Fidanzato di Lorraine Calluzzo e suo aiutante nella riscossione del pizzo per conto di Little Carmine. Dunque, lui e Lorraine fanno parte della Banda di Little Carmine durante la guerra interna del 2004. Di conseguenza dopo vari avvertimenti di smettere di stare con Little Carmine, Johnny ordina la morte di Lorraine e Jason. Billy Leotardo e Joey Peeps si recano alla villa di Lorraine e uccidono sia lei che Jason.

### Angelo Garepe
- Interprete: Joe Santos
- Appare negli episodi 53, 54, 55, 56, 60, 61 e 63,

Consigliere di Carmine Lupertazzi per più di 30 anni, prima di finire in galera negli anni ottanta per uno scandalo edilizio negli Yonkers. Dietro le sbarre diviene amico fraterno di Tony Blundetto e, come lui e Michele "Feech" La Manna, viene rilasciato nel 2004. Dopo la morte di Carmine, e il vuoto di potere che ne consegue, Angelo prende le parti di Little Carmine e di Rusty: sebbene si definisca "ritirato" dall'attività, Angelo rimane un'importante figura all'interno della famiglia, come dimostra il fatto che Tony propone un triumvirato al comando: Angelo, assieme a Little Carmine e Johnny Sack. Invischiato quindi suo malgrado nelle beghe per la successione al comando, Angelo recluta l'amico Tony Blundetto per uccidere Joe Peeps, membro della banda Leotardo. Una volta avvenuto l'omicidio, per vendetta Phil Leotardo e suo fratello Billy uccidono Angelo, sparandogli in testa, dopo averlo chiuso in un bagagliaio.
La morte di Angelo ha due importanti ripercussioni: Little Carmine decide di togliersi di mezzo e dà quindi via libera a Johnny Sack al comando della Famiglia di New York; inoltre, evento maggiormente cruento e determinante, scatena l'ira di Tony Blundetto, che uccide Billy Leotardo, innescando la faida che conduce alla fine della saga.

### Dominic "Fat Dom" Gamiello
- Interprete: Tony Cucci
- Appare negli episodi 75 e 76

Fat Dom Gamiello è un soldato di Phil Leotardo, e lo affianca più volte. È celebre per aver ucciso Vito Spatafore al suo ritorno in New Jersey mentre Phil Leotardo guardava. In seguito si reca al Bada Bing per una questione d'affari dove incontra Silvio e Carlo Gervasi; qui inizia a sfotterli pesantemente facendo riferimento alla morte di Vito, accusando implicitamente tutti gli appartenenti alla banda di essere omosessuali. Dopo l'ennesima presa in giro, irritati dalla sua sfacciataggine, Silvio e Carlo lo uccidono con un'arma da taglio. Il suo cadavere verrà poi fatto a pezzi e smistato separatamente in vari stati d'America, come ad esempio la testa che viene lasciata in una fogna in New England.

### Jimmy Lauria
- Interprete: Greg D'Agostino
- Appare negli episodi 39, 40, 59, 66, 77 e 81

Associato della banda di Phil Leotardo: prende parte al pestaggio ai danni del genero di Hesh e alla successiva riunione per definire il risarcimento: lo si vede anche all'ospedale dopo l'attacco di cuore a Phil e alla festa per il suo ritorno all'interno della Famiglia.

### Billy Leotardo
- Interprete: Chris Caldovino
- Doppiatore italiano: Gianluca Solombrino

Billy è il fratello minore di Phil Leotardo e sicario per Johnny Sack. Infatti è lui con Joey Peeps ad uccidere Lorraine Calluzzo, omicidio che da inizio alla guerra intestina alla fazione dei Lupertazzi. Angelo Garepe contrattacca facendo uccidere Peeps. Di conseguenza, sia lui che Phil lo faranno accostare fuori da un market e lo uccideranno a colpi di pistola ed infilandolo nel bagagliaio. L'omicidio di Angelo fa molto arrabbiare Tony Blundetto, era come un padre per lui, dato che lo aveva aiutato in carcere. Dunque accecato dall'ira ammazza Billy e ferisce suo fratello Phil all'uscita di un bar.

### Rusty Millio
- Interprete: Frankie Valli

Rusty è un capo di alto livello della famiglia dei Lupertazzi. Infatti è uno dei capi che aspira al potere assoluto del clan. Tuttavia si schiera con Little Carmine rifiutando di prendere ordini da Johnny Sack e Phil Leotardo. Dunque per vendicare la morte di Lorraine Calluzzo orchestra con Angelo Garepe e con successo, l'omicidio di Joey Peeps. In seguito alla morte di Angelo e l'arresto di Johnny, Phil diventa il capo temporaneo dei Lupertazzi. Così Johnny dalla prigione ordina il suo omicidio, dato che lui è l'unica vera minaccia al suo potere. Phil chiede la cosa a Tony che, riluttante, alla fine accetta. Dall'Italia arrivano i due killer di Tony che uccidono davanti a casa, sia Rusty che la sua guardia del corpo.

### John Minervini
- Interprete: Johnny Valiant
- Appare nell'episodio 40

Guardia del corpo di Carmine Lupertazzi: dopo la sua morte, è stato visto come guardia del corpo di Phil Leotardo.

### Joseph "Joey Peeps" Peparelli
- Interprete: Joe Maruzzo

Joey Peeps è un uomo di fiducia di Johnny Sack e killer agli ordini di Phil Leotardo. Dopo che uccide Lorraine Calluzzo per essersi schierata con Little Carmine e Angelo inizia una guerra interna ai Lupertazzi. Infatti giorni dopo Angelo Garepe assolda Tony Blundetto per uccidere Peeps. Cosa che accade una sera all'uscita di un bordello. La morte di Peeps causa forti ripercussioni sulla serie. Infatti, per vendetta, Angelo viene ucciso dai Leotardo e Tony Blundetto, accecato dall'ira ammazza Billy e ferisce Phil Leotardo.

### Jimmy Petrille
- Interprete: Vinny Vella

James Petrille è un vecchio capo dei Lupertazzi. Fa la sua prima apparizione nell'episodio n° 54. Jimmy è un vecchio amico di Johnny, e quando diventa boss, Jimmy diventa il suo consigliere. Tuttavia, in seguito si scopre che da anni era un informatore dell'FBI, e che le sue rivelazioni avevano mandato in carcere negli anni 80, persone come Angelo Garepe, Feech La Manna, Tony Blundetto, Phil Leotardo e altri. Inoltre, nel corso della 5ª stagione continua ad informare l'FBI sui Lupertazzi. Infatti la sua testimonianza sarà fondamentale nell'arresto di Johnny Sack. Dopo l'arresto di quest'ultimo, Petrille scompare anche dal programma protezione testimoni facendo sottintendere che gli uomini di Johnny lo abbiano ucciso per vendetta. È probabilmente ispirato al consigliere dei Gambino Sammy "The Bull" Gravano che divenne un testimone e fece arrestare il celebre John Gotti.

### Faustino "Doc" Santoro
- Interprete: Daniel P. Conte

Faustino "Doc" Santoro è un anziano soldato della Famiglia Lupertazzi, antipatico al resto della famiglia a causa del suo comportamento e dei suoi modi di fare. Dopo che Phil Leotardo rinuncia al ruolo di boss, Santoro chiede a Little Carmine di uccidere Gerry Torciano. L'assassinio di Gerry, possibile boss e protetto di Phil, avviene ad una cena a Newark con Silvio Dante. Anche dopo questo crimine, Phil lo riconosce come boss dei Lupertazzi. Tuttavia, Santoro osa mangiare dal piatto di Phil, che si vendicherà del lungo elenco di umiliazioni. Mentre esce da un centro massaggi di New York, Santoro viene ucciso assieme alla sua guardia del corpo dai sicari di Phil, che diviene il nuovo boss dei Lupertazzi. Faustino Santoro è probabilmente ispirato al vero boss della Famiglia Gambino, Paul Castellano.

### Gerardo "Gerry" Torciano
- Interprete: John Bianco

Gerry è il giovane capo dei Lupertazzi, figlioccio del capo mandamento Phil Leotardo. È detto "The Haird" ovvero, "La Pettinatura", per la sua mania di avere sempre i capelli in ordine. Gerry partecipa con Fat Dom all'omicidio di Vito Spatafore al suo ritorno in New Jersey mentre Phil si limita a guardare. Dunque era dalla parte di Phil nella guerra interna ai Lupertazzi. Dopo la nomina di Phil a capo dei Lupertazzi, Gerry viene promosso a capo mandamento della sua vecchia banda, la "Banda Leotardo". Tuttavia Faustino Santoro per indebolire Phil ordina a Little Carmine il suo omicidio, che avviene durante una cena con Silvio Dante. Faustino diventa così, solo per poco tempo, boss dei Lupertazzi.